# Elio Gasperoni
Elio Gasperoni (ur. 22 maja 1943 w San Marino) – sanmaryński strzelec, olimpijczyk.
Dwukrotny uczestnik igrzysk olimpijskich (IO 1980, IO 1984). Startował wyłącznie w trapie. Podczas igrzysk w Moskwie zajął 22. miejsce wśród 34 strzelców, a w Los Angeles był 48. zawodnikiem turnieju (startowało 70 zawodników).
Uczestnik igrzysk małych państw Europy. Brał udział w zawodach w 1987 roku, jednak bez zdobyczy medalowych.

## Wyniki

### Igrzyska olimpijskie
| Igrzyska         | Konkurencja | Wynik    | Miejsce | Źródło |
| ---------------- | ----------- | -------- | ------- | ------ |
| Moskwa 1980      | Trap        | 185 pkt. | 22      | [ 1 ]  |
| Los Angeles 1984 | Trap        | 172 pkt. | 48      | [ 2 ]  |